# 千代白鵬大樹
千代白鵬 大樹（ちよはくほう だいき、1983年4月21日 - ）は、熊本県山鹿市出身で九重部屋に所属した元大相撲力士。本名は柿内 大樹（かきうち だいき）、愛称はダイキ。身長181cm、体重137kg、血液型はB型。得意手は突き、押し。最高位は西前頭6枚目（2009年5月場所）。

## 来歴
九州学院中学校時代は柔道部に所属していたため、相撲経験は僅かしかなかった。九重親方（元横綱・千代の富士）を紹介され、九重部屋に入門した。入門するまでは師匠の現役時代の偉業について殆ど知らなかったという。1999年3月場所に初土俵を踏んだ。同期生には若麒麟、若荒雄、霧の若らがいた。このうち、同時期に番付を上げていった若麒麟とは特に親交が深かった。気風の良い突き押し相撲で着実に番付を上げて行き、初土俵から2年半で幕下まで番付を上げた。
2003年7月場所には初めて幕下上位に番付を上げたが、7戦全敗と跳ね返されてしまった。しかしこの経験が良い方向に向かい、翌年には幕下上位でも勝ち越せるようになった。2005年1月場所には東幕下4枚目まで番付を上げ、7戦全勝で幕下優勝を果たし、翌3月場所には十両に昇進した。だが、場所前の稽古で横綱・朝青龍に吊り落とされ、さらには安馬との稽古で左脹脛を故障。場所中にも右足関節を故障し、途中休場を余儀なくされた。翌5月場所を強行出場し、1場所で十両に復帰したが、足の調子が万全でなかったため星が伸びず再び幕下に陥落した。
その後は2006年3月場所を全休し、幕下下位へ番付を落としたが5月場所は初日から5連勝と絶好調で、優勝争いにも参加して勝ち越した。以降も勝ち越しを続け、2007年3月場所では西幕下筆頭で4勝3敗と勝ち越し、5月場所では十両に復帰した。その5月場所は下に番付のない東十両14枚目で7勝8敗と負け越し、7月場所は再び幕下に陥落することが濃厚と思われていたが西十両14枚目に留まり、今度は9勝6敗と十両で初めて勝ち越した。自己最高位となった9月場所も9勝6敗と2場所連続で勝ち越した。
11月場所では東十両5枚目で8勝7敗の成績だったが、場所前時津海が引退したため空白となった番付や、幕内と十両の入れ替えの人数等の考慮により、運が良ければ次の初場所では新入幕という可能性もあった。しかし結果は東十両2枚目に落ち着き、入幕は叶わなかった。2008年1月場所では負け越し、新入幕への道は振り出しに戻った。3月場所も腕の怪我のため5勝10敗に終わり、5月場所では東十両11枚目まで番付を落としたが13勝2敗で十両優勝を果たし、7月場所で新入幕。その7月場所では10日目に右腕を痛めたが8勝7敗と何とか勝ち越しを決めた。
その後は幕内に定着しており、2009年5月場所では最高位の6枚目まで番付を上げたが、4日目の稀勢の里戦で破れた際に右膝を痛めて途中休場し、十両に転落。以降幕内へ戻ることは無かった。
引退後はいくつかの仕事に就いたがいずれも思い通りにならず、2017年1月場所前の報道では故郷の山鹿市に戻り、農業に取り組んでいることが伝えられた。2016年12月に友人と共に会社を設立し、2017年2月から大麦若葉の生産を始めると報じられた。
2023年11月、故郷の熊本県山鹿市でバーと飲食店、イベント会社を経営していることが報じられた。

## 疑惑・不祥事
大麻取締法違反（所持）の容疑で若ノ鵬が逮捕された後に行われ、元幕内の露鵬、白露山らが陽性反応を示した2008年9月の日本相撲協会による抜き打ちの薬物検査で、対象となった関取70人のうち、千代白鵬は唯一欠席した力士だった。
2010年に起きた大相撲野球賭博問題では野球賭博に関わったとされ、千代白鵬も特別調査委員会から名古屋場所での謹慎休場を勧告され、相撲協会もそれを受け入れていた。これにより2010年（平成22年）7月場所を休場し、翌9月場所は大きく番付を下げ幕下に陥落した。
さらに2011年2月、野球賭博に関する警察の捜査で千代白鵬が他の力士とメールで八百長の相談をしていた疑惑が浮上した。千代白鵬は2月2日に行われた日本相撲協会の事情聴取で八百長を認めた。千代白鵬は相撲協会に対し引退届を出したが、受理されていない。その理由として放駒理事長は2月4日の記者会見で、「処罰の対象力士なので、そうですか、はい分かりました、とはいかない」と述べている。4月1日、相撲協会より出場停止2年の処分が下され、同時に出されていた引退届が受理されている。千代白鵬は「相撲協会の関係者、ファンの皆様に大変ご迷惑をおかけして本当に申し訳ない」とコメントしている。

## 特記事項
- 2000年5月場所7日目（5月13日）、朝ノ霧戦で相手の廻しが外れ、朝ノ霧の不浄負けにより反則勝ちとなったことがある。これは廻し着用の規則が改められて83年目で初の出来事であり、『相撲で最もまれな負け方』としてギネスブックにも掲載されている[9]。
- 横綱の白鵬と四股名が比較されるが、命名されたのは千代白鵬が先である（千代白鵬への改名は1999年11月場所、白鵬の初土俵は2001年3月場所。）。元は中国の伝説の不死鳥「鵬」と白星から取ったという[10]。
- 四股名には、千代の富士と白鵬といういずれも50連勝以上を達成した名横綱の名前が含まれているが上述のように問題行動を重ね、自身が大相撲八百長問題で引退した際は「四股名は立派だが、やることは汚い」、「大麻・賭博・八百長の三冠王」と皮肉られた。
- 2009年1月、自身の出身地・山鹿市からふるさとやまが大使に任命された[11]。
- 千代白鵬と宮城野部屋の関係者は互いに懇意にし合っている間柄であったが、千代白鵬が引退に追い込まれた際には、結果として自身の現役最終場所となった2011年1月場所、幕内優勝を果たした白鵬の打ち上げ会に参加した事実を「八百長相撲を疑われて仕方ない行為」と批判された[12]。

## 主な成績

### 通算成績
- 通算成績：343勝296敗50休 勝率.537
- 幕内成績：41勝39敗10休 勝率.512
- 現役在位：72場所
- 幕内在位：6場所

### 各段優勝
- 十両優勝：1回（2008年5月場所）
- 幕下優勝：1回（2005年1月場所）

### 場所別成績
| | 一月場所 初場所（東京） | 三月場所 春場所（大阪） | 五月場所 夏場所（東京） | 七月場所 名古屋場所（愛知） | 九月場所 秋場所（東京） | 十一月場所 九州場所（福岡） |
| --- | ----------------------- | ----------------------- | ----------------------- | --------------------------- | ----------------------- | --------------------------- |
| 1999年 （平成11年） | x                       | （前相撲）              | 東序ノ口17枚目 5–2      | 東序二段138枚目 4–3         | 西序二段109枚目 7–0     | 東三段目90枚目 5–2          |
| 2000年 （平成12年） | 西三段目55枚目 3–4      | 東三段目72枚目 4–3      | 西三段目54枚目 2–5      | 西三段目78枚目 2–5          | 東序二段2枚目 6–1       | 西三段目40枚目 4–3          |
| 2001年 （平成13年） | 東三段目27枚目 2–5      | 西三段目48枚目 4–3      | 西三段目32枚目 3–4      | 西三段目43枚目 4–3          | 東三段目29枚目 6–1      | 東幕下47枚目 4–3            |
| 2002年 （平成14年） | 東幕下39枚目 5–2        | 東幕下28枚目 2–5        | 西幕下46枚目 5–2        | 東幕下27枚目 2–5            | 東幕下45枚目 4–3        | 西幕下35枚目 3–4            |
| 2003年 （平成15年） | 東幕下44枚目 4–1–2      | 東幕下36枚目 休場 0–0–7 | 東幕下36枚目 6–1        | 西幕下12枚目 0–7            | 西幕下47枚目 4–3        | 東幕下40枚目 5–2            |
| 2004年 （平成16年） | 西幕下21枚目 5–2        | 西幕下10枚目 4–3        | 東幕下8枚目 3–4         | 東幕下11枚目 5–2            | 東幕下5枚目 3–4         | 東幕下8枚目 4–3             |
| 2005年 （平成17年） | 東幕下4枚目 優勝 7–0    | 西十両9枚目 3–8–4       | 東幕下2枚目 4–3         | 東十両14枚目 6–9            | 西幕下2枚目 2–5         | 東幕下11枚目 4–3            |
| 2006年 （平成18年） | 西幕下7枚目 2–5         | 東幕下17枚目 休場 0–0–7 | 西幕下57枚目 5–1–1      | 東幕下37枚目 5–2            | 西幕下22枚目 4–3        | 西幕下15枚目 6–1            |
| 2007年 （平成19年） | 東幕下3枚目 4–3         | 西幕下筆頭 4–3          | 東十両14枚目 7–8        | 西十両14枚目 9–6            | 東十両8枚目 9–6         | 東十両5枚目 8–7             |
| 2008年 （平成20年） | 東十両2枚目 5–10        | 東十両6枚目 5–10        | 東十両11枚目 優勝 13–2  | 西前頭16枚目 8–7            | 東前頭13枚目 6–9        | 西前頭16枚目 9–6            |
| 2009年 （平成21年） | 西前頭9枚目 6–9         | 東前頭13枚目 10–5       | 西前頭6枚目 2–3–10      | 東十両筆頭 7–8              | 東十両3枚目 3–8–4       | 東十両12枚目 9–6            |
| 2010年 （平成22年） | 西十両7枚目 7–8         | 西十両8枚目 9–6         | 西十両3枚目 6–9         | 西十両6枚目 出場停止 0–0–15 | 西幕下5枚目 6–1         | 東十両12枚目 7–8            |
| 2011年 （平成23年） | 東十両13枚目 7–8        | 八百長問題 により中止   | 東十両14枚目 引退 –     | x                           | x                       | x                           |
| 各欄の数字は、「勝ち-負け-休場」を示す。 優勝 引退 休場 十両 幕下 三賞：敢=敢闘賞、殊=殊勲賞、技=技能賞 その他：★=金星 番付階級：幕内 - 十両 - 幕下 - 三段目 - 序二段 - 序ノ口 幕内序列：横綱 - 大関 - 関脇 - 小結 - 前頭（「#数字」は各位内の序列） |                         |                         |                         |                             |                         |                             |

### 幕内対戦成績
| 力士名 | 勝数 | 負数 | 力士名 | 勝数 | 負数 | 力士名   | 勝数 | 負数 | 力士名   | 勝数 | 負数 |
| ------ | ---- | ---- | ------ | ---- | ---- | -------- | ---- | ---- | -------- | ---- | ---- |
| 朝赤龍 | 2    | 1    | 阿覧   | 1    | 1    | 岩木山   | 1    | 0    | 垣添     | 1    | 3    |
| 鶴竜   | 2    | 0    | 春日王 | 1    | 0    | 稀勢の里 | 0    | 1    | 北太樹   | 2    | 0    |
| 木村山 | 2    | 2    | 光龍   | 1    | 2    | 黒海     | 1    | 1    | 霜鳳     | 1    | 0    |
| 翔天狼 | 1    | 0    | 高見盛 | 0    | 2    | 豪風     | 1    | 1    | 玉乃島   | 1    | 3    |
| 玉鷲   | 0    | 3    | 出島   | 3    | 1    | 時天空   | 2    | 1    | 土佐ノ海 | 2    | 2    |
| 栃煌山 | 3    | 0    | 栃ノ心 | 2    | 2    | 栃乃洋   | 0    | 1    | 豊桜     | 0    | 1    |
| 豊ノ島 | 1    | 0    | 豊響   | 1    | 0    | 武州山   | 0    | 1    | 普天王   | 0    | 1    |
| 豊真将 | 1    | 2    | 北勝力 | 1    | 1    | 将司     | 2    | 1    | 山本山   | 1    | 1(1) |
| 嘉風   | 3    | 1    |        |      |      |          |      |      |          |      |      |

## 改名歴
- 柿内 大樹（かきうち だいき）1999年3月場所 - 1999年9月場所
- 千代白鵬 大樹（ちよはくほう -）1999年11月場所 - 2011年5月技量審査場所